# Championnat du Qatar de football 2019-2020
Navigation
Saison précédente Saison suivante
La saison 2019-2020 du Championnat du Qatar de football est la cinquante-septième édition du championnat national de première division au Qatar. Les douze meilleures équipes du pays sont regroupées au sein d'une poule unique où elles s'affrontent deux fois au cours de la saison, à domicile et à l'extérieur. En fin de saison, le dernier du classement est relégué en deuxième division tandis que l'avant-dernier joue les barrages pour se maintenir dans le championnat.

## Participants
| Club           | Dernière montée | Budget en M€ | Classement 2018-2019  | Entraîneur          | Stade                             | Pelouse   | Capacité théorique | Nombre de saisons en QLS |
| -------------- | --------------- | ------------ | --------------------- | ------------------- | --------------------------------- | --------- | ------------------ | ------------------------ |
| Al Sadd SC     | 1972            | 100          | 1er                   | Xavi                | Stade Bin Khalifa Al Thani        | Naturelle | 20 000             | 47                       |
| Al-Duhail SC   | 2010            | 80           | 2e                    | Walid Regragui      | Stade Abdallah ben Khalifa        | Naturelle | 12 000             | 9                        |
| Al-Sailiya SC  | 2007            | 40           | 3e                    | Sami Trabelsi       | Stade Ahmed ben Ali               | Naturelle | 44 740             | 12                       |
| Al-Rayyan SC   | 1975            | 80           | 4e                    | Diego Aguirre       | Stade Abdullah bin Hamad Al Thani | Naturelle | 15 000             | 44                       |
| Al Ahli SC     |                 | 59           | 5e                    | Nebojša Jovović     | Al-Ahly Stadium                   | Naturelle | 20 000             |                          |
| Al-Arabi SC    |                 | 50           | 6e                    | Heimir Hallgrímsson | Sheikh Falah bin Jassem Al-Thani  | Naturelle | 17 500             |                          |
| Al-Shahania SC | 2018            | 44           | 7e                    | Pepe Murcia         | Al-Sailiya Stadium                | Naturelle | 3 000              | 11                       |
| Al-Gharafa SC  | 1980            | 70           | 8e                    | Slaviša Jokanović   | Al-Gharafa Stadium                | Naturelle | 25 000             | 39                       |
| Umm Salal SC   |                 | 60           | 9e                    | Aziz Ben Askar      | Qatar SC Stadium                  | Naturelle | 20 000             |                          |
| Al-Khor SC     |                 | 59           | 10e                   | Omar Najhi          | Sheikh Khalifa bin Ahmed          | Naturelle | 20 000             |                          |
| Qatar SC       |                 | 60           | 11e                   | Wesam Rizik         | Qatar SC Stadium                  | Naturelle | 20 000             |                          |
| Al-Wakrah SC   | 2019            | 44           | 1re (Qatargas League) | Tintín Márquez      | Stade Al-Wakrah                   | Naturelle | 20 000             |                          |

Légende des couleurs
- Qualification pour la Ligue des champions de l'AFC 2020
- Qualification pour le tour préliminaire de la Ligue des champions de l'AFC 2020
- Promu de Qatargas League

## Compétition

### Classement
Source : Classement officiel sur le site de la QSL.
| Rang | Équipe         | Pts | J  | G  | N  | P  | Bp | Bc | Diff |
| ---- | -------------- | --- | -- | -- | -- | -- | -- | -- | ---- |
| 1    | Al-Duhail SC   | 52  | 22 | 16 | 4  | 2  | 38 | 16 | +22  |
| 2    | Al-Rayyan SC   | 51  | 22 | 15 | 6  | 1  | 40 | 15 | +25  |
| 3    | Al Sadd SC T C | 45  | 22 | 14 | 3  | 5  | 51 | 29 | +22  |
| 4    | Al-Gharafa SC  | 36  | 22 | 10 | 6  | 6  | 34 | 29 | +5   |
| 5    | Al-Sailiya SC  | 29  | 22 | 8  | 5  | 9  | 22 | 25 | -3   |
| 6    | Al-Wakrah SC P | 27  | 22 | 7  | 6  | 9  | 28 | 31 | -3   |
| 7    | Al-Arabi SC    | 26  | 22 | 6  | 8  | 8  | 28 | 28 | 0    |
| 8    | Qatar SC       | 20  | 22 | 4  | 8  | 10 | 18 | 26 | -8   |
| 9    | Al Ahli SC     | 20  | 22 | 5  | 5  | 12 | 24 | 36 | -12  |
| 10   | Umm Salal SC   | 18  | 22 | 3  | 9  | 10 | 18 | 37 | -19  |
| 11   | Al-Khor SC     | 17  | 22 | 3  | 8  | 11 | 25 | 35 | -10  |
| 12   | Al-Shahania SC | 16  | 22 | 2  | 10 | 10 | 24 | 43 | -19  |

|  | Qualification pour la Ligue des champions de l'AFC 2021                         |
|  | Qualification pour le tour préliminaire de la Ligue des champions de l'AFC 2021 |
|  | Barrages de relégation                                                          |
|  | Relégation directe en deuxième division                                         |
|  | T : Tenant du titre C : Vainqueur de la Coupe du Qatar P : Qatargas League      |